# ماركوس براندون
ماركوس براندون (بالإنجليزية: Marcus Brandon)‏ هو سياسي أمريكي، ولد في 18 يناير 1975 بمقاطعة غيلفورد في الولايات المتحدة. حزبياً، نشط في الحزب الديمقراطي. وقد انتخب عضو مجلس نواب كارولينا الشمالية.